# 子叔黑背
子叔黑背（?—?），中国春秋時期卫国政治人物，卫穆公的儿子。前581年，在晋国的支持下，入侵郑国。前572年，和晋国的知武子聘问鲁国，前566年，季武子到卫国报聘。根据《左传》卫殇公就是他的儿子公孙剽，与《史记》记载不同。